# Terje Stensvold
Terje Stensvold, född den 10 oktober 1943 i Bærum, är en norsk operasångare, (baryton), med en internationell karriär.
Stensvold studerade sång i Norge samt i Berlin, Budapest och London. 1972 anställdes Stensvold som solist vid Oslooperan. Stensvold har varit verksam vid den skotska operan, vid operahus i Frankfurt, Stuttgart, Wiesbaden och Stockholm. Han har spelat vid Deutsche Oper i Berlin, Monte Carlo, La Scala i Milano samt vid Royal Opera House.

## Priser och utmärkelser
- Han fick Operapriset av Tidskriften OPERA för säsongen 2005–2006.

- Terje Stensvold dekorerades 2008 med St. Olavs Orden av första storleken. [2]